# Han Xiaopeng
Han Xiaopeng (kinesiska: 韩晓鹏), född 13 december 1983 i Peixian, Xuzhou i Jiangsuprovinsen, skidåkare från Kina.
Han tog Kinas första olympiska skidguld någonsin i OS i Turin 2006 i Freestyle-hopp.